# David Cloutier
David Cloutier (né le 17 décembre 1981 à Saint-Nicolas, dans la province de Québec au Canada) est un joueur professionnel canadien de hockey sur glace.

## Carrière de joueur
Après avoir joué 4 saisons dans la Ligue de hockey junior majeur du Québec, avec les Castors de Sherbrooke, le Rocket de Montréal, les Foreurs de Val-d'Or et les Screaming Eagles du Cap-Breton, il signe un contrat avec les Sharks de San Jose le 10 juillet 2002.
Il passe les 2 saisons suivantes avec leur club-école, les Barons de Cleveland.
En 2004-2005, il dispute deux matchs avec le Prolab de Thetford Mines de la Ligue nord-américaine de hockey, puis il prend la direction de la Finlande, alors qu'il porte les couleurs du Sport Vaasa de la Mestis.
La saison suivante, il s’en va en Autriche, afin de jouer avec le HC TWK Innsbruck.
Le 7 décembre 2006, il signe un contrat avec les Marlies de Toronto.
Lors des quatre saisons suivantes, il évolue avec l’Isothermic de Thetford Mines.
Après avoir pris une pause du hockey, il fait un retour au jeu le 2 février 2013 avec le Drift d'East-Broughton de la Ligue de Hockey Beauce Bellechasse Frontenac.

## Statistiques
| Saison    | Équipe                         | Ligue          |    | Saison régulière | Saison régulière | Saison régulière | Saison régulière | Saison régulière |   | Séries éliminatoires | Séries éliminatoires | Séries éliminatoires | Séries éliminatoires | Séries éliminatoires |
| Saison    | Équipe                         | Ligue          | PJ | B                | A                | Pts              | Pun              | PJ               | B | A                    | Pts                  | Pun                  |                      |                      |
| 1998-1999 | Castors de Sherbrooke          | LHJMQ          | 46 | 2                | 2                | 4                | 39               | 4                | 0 | 0                    | 0                    | 2                    |                      |                      |
| 1999-2000 | Rocket de Montréal             | LHJMQ          | 33 | 2                | 7                | 9                | 36               | -                | - | -                    | -                    | -                    |                      |                      |
| 1999-2000 | Foreurs de Val-d'Or            | LHJMQ          | 30 | 5                | 8                | 13               | 24               | -                | - | -                    | -                    | -                    |                      |                      |
| 2000-2001 | Foreurs de Val-d'Or            | LHJMQ          | 72 | 14               | 20               | 34               | 200              | 21               | 3 | 9                    | 12                   | 36                   |                      |                      |
| 2001      | Foreurs de Val-d'Or            | Coupe Memorial | -  | -                | -                | -                | -                | 5                | 0 | 1                    | 1                    | 22                   |                      |                      |
| 2001-2002 | Foreurs de Val-d'Or            | LHJMQ          | 38 | 16               | 16               | 32               | 123              | -                | - | -                    | -                    | -                    |                      |                      |
| 2001-2002 | Screaming Eagles du Cap-Breton | LHJMQ          | 22 | 9                | 17               | 26               | 60               | 16               | 7 | 15                   | 22                   | 24                   |                      |                      |
| 2002-2003 | Barons de Cleveland            | LAH            | 80 | 10               | 17               | 27               | 90               | -                | - | -                    | -                    | -                    |                      |                      |
| 2003-2004 | Barons de Cleveland            | LAH            | 50 | 2                | 9                | 11               | 49               | 1                | 0 | 0                    | 0                    | 0                    |                      |                      |
| 2004-2005 | Prolab de Thetford Mines       | LNAH           | 2  | 1                | 0                | 1                | 0                | -                | - | -                    | -                    | -                    |                      |                      |
| 2004-2005 | Sport Vaasa                    | Mestis         | 10 | 1                | 7                | 8                | 8                | 11               | 0 | 3                    | 3                    | 4                    |                      |                      |
| 2005-2006 | HC TWK Innsbruck               | Nationalliga   | 48 | 7                | 17               | 24               | 94               | 7                | 1 | 2                    | 3                    | 10                   |                      |                      |
| 2006-2007 | Marlies de Toronto             | LAH            | 55 | 1                | 13               | 14               | 113              | -                | - | -                    | -                    | -                    |                      |                      |
| 2007-2008 | Isothermic de Thetford Mines   | LNAH           | 47 | 14               | 23               | 37               | 43               | 7                | 2 | 4                    | 6                    | 8                    |                      |                      |
| 2008-2009 | Isothermic de Thetford Mines   | LNAH           | 38 | 10               | 17               | 27               | 39               | 17               | 3 | 12                   | 15                   | 4                    |                      |                      |
| 2009-2010 | Isothermic de Thetford Mines   | LNAH           | 41 | 7                | 23               | 30               | 46               | 3                | 2 | 0                    | 2                    | 4                    |                      |                      |
| 2010-2011 | Isothermic de Thetford Mines   | LNAH           | 5  | 0                | 2                | 2                | 6                | -                | - | -                    | -                    | -                    |                      |                      |
|           |                                |                |    |                  |                  |                  |                  |                  |   |                      |                      |                      |                      |                      |
| 2012-2013 | Drift d'East-Broughton         | LHBBF[Quoi ?]  | 1  | 0                | 1                | 1                | 4                | 2                | 0 | 1                    | 1                    | 0                    |                      |                      |

## Trophées et honneurs personnels
Ligue de hockey junior majeur du Québec
- 2000-2001 : gagne la Coupe du président et participe à la Coupe Memorial avec les Foreurs de Val-d'Or.

Ligue nord-américaine de hockey
- 2009-2010 : élu sur l'équipe d'étoiles.